# Goéland marin
Larus marinus
Espèce
Statut de conservation UICN

 LC  : Préoccupation mineure
Le Goéland marin (Larus marinus) est une espèce d'oiseaux de la famille des Laridae.

## Taxonomie
Le Goéland marin est l'une des nombreuses espèces décrites à l'origine par Carl von Linné dans la dixième édition de son Systema Naturae (1758), et il porte toujours son nom original de Larus marinus. Larus qui semble faire référence à une mouette ou à un autre grand oiseau de mer. Le nom spécifique marinus signifie "marin", ou, pris ensemble, "goéland de mer". Ce nom est antérieur à la taxonomie linnéenne, car il avait été appelé Larus ingens marinus par Charles de L'Écluse.
Le nom vernaculaire Goéland marin vient du breton gouélan, signifiant « pleurer » et faisant référence à son chant caractéristique ; « marin » est la simple traduction littérale du latin marinus. De plus on l'observe beaucoup plus souvent sur les côtes qu'à l'intérieur des terres. Il a anciennement été appelé Goéland à manteau noir, dénomination qui a persisté en anglais (Great black-backed gull). Un ancien nom vernaculaire, attesté au XIXe siècle, est gros-colas.

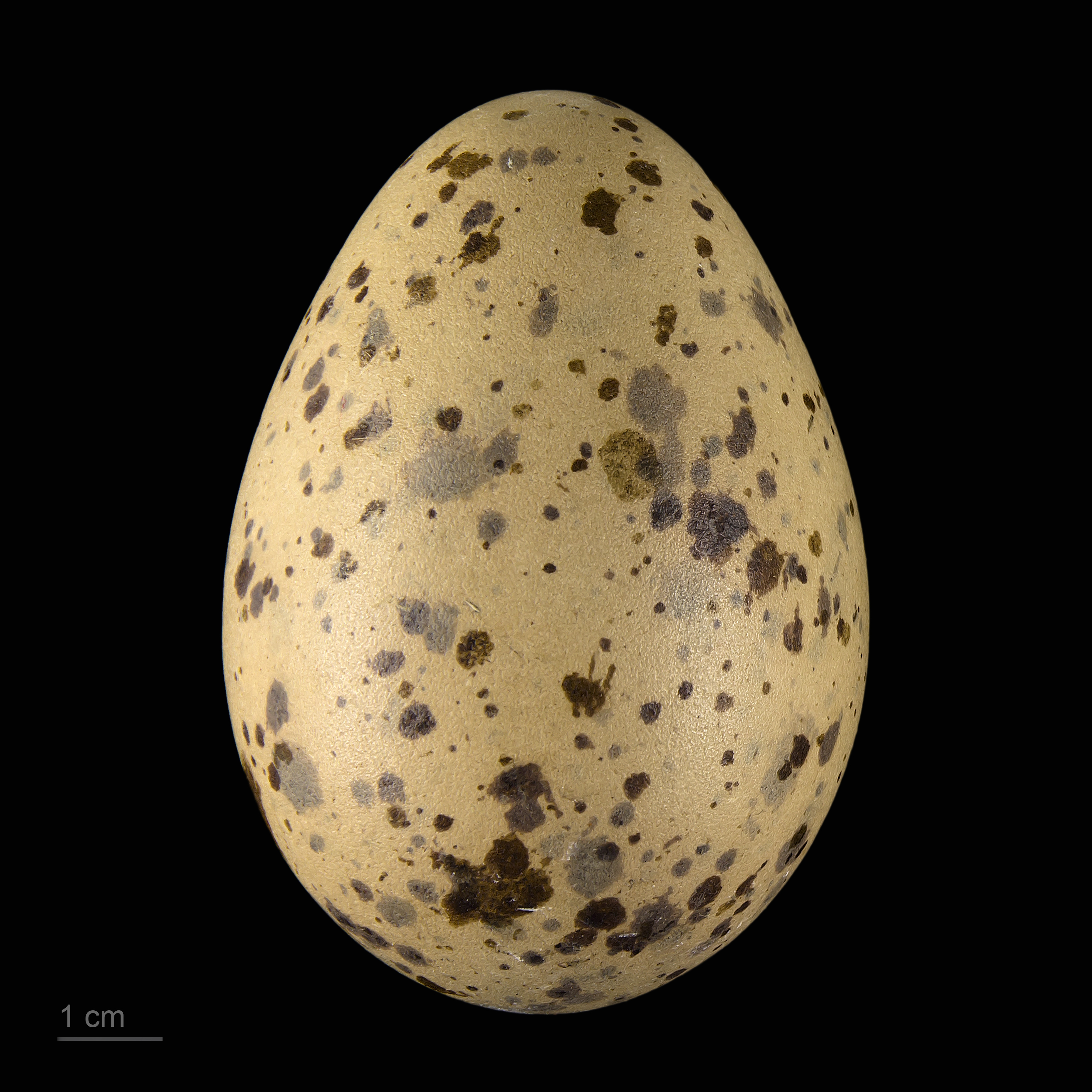
Œuf de Larus marinus - Muséum de Toulouse

## Description
C'est le plus grand goéland du monde, long de 61 à 74 cm pour 1,44 à 1,66 m d'envergure ; son poids compris entre 1,4 et 2,3 kg,. Il est reconnaissable à son dos noir, à ses pattes couleur chair et à son bec massif,. Il est plus grand que le Goéland argenté (Larus argentatus) ; seuls quelques autres goélands, dont le Goéland ichthyaète (Ichthyaetus ichthyaetus) et le Goéland bourgmestre (Larus hyperboreus), s'approchent de sa taille.
La durée de vie du Goéland marin est estimée à 23 ans, et certains individus ont atteint l'âge de 35 ans.

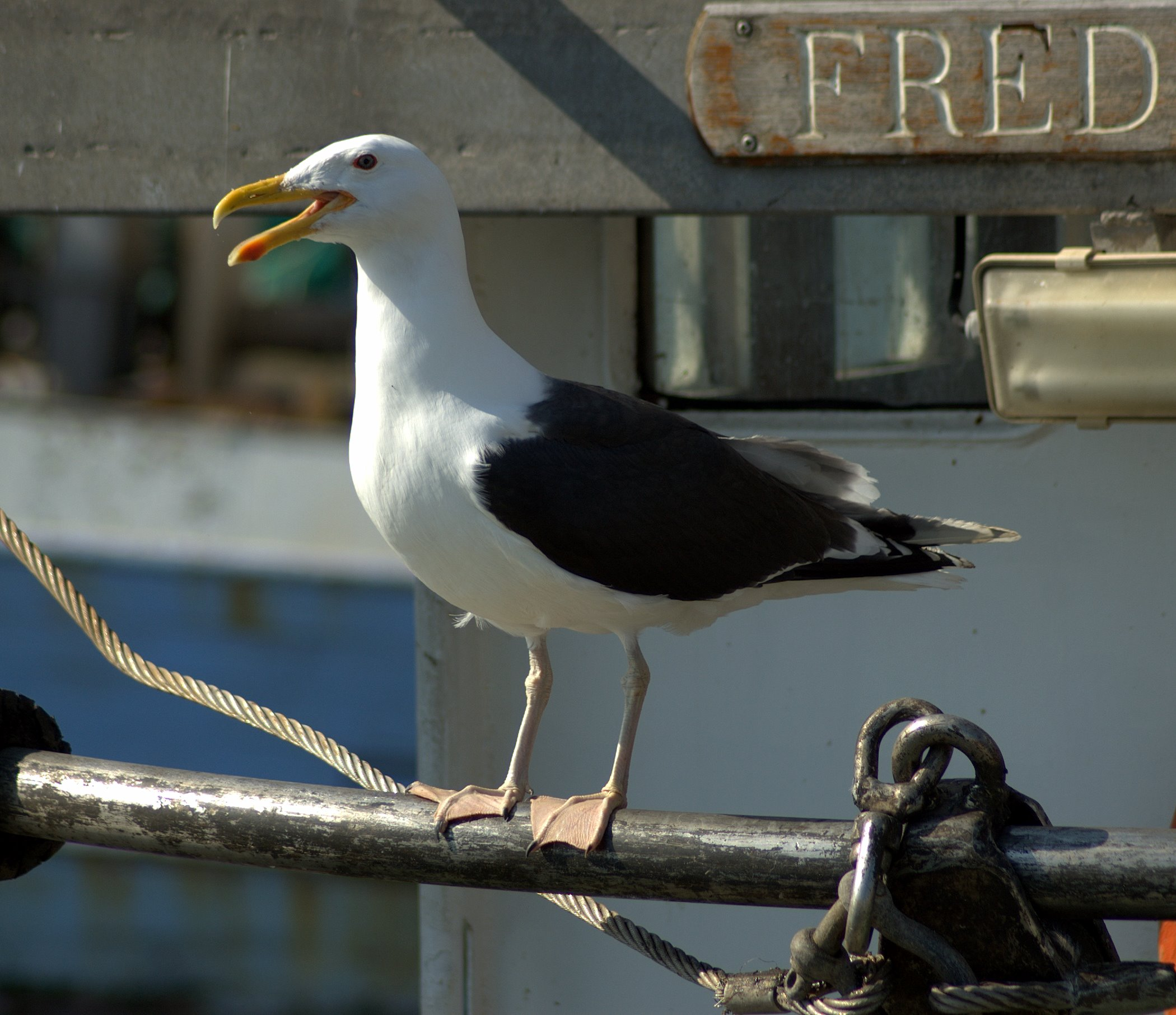
En plumage nuptial, les pattes peuvent être légèrement teintées de jaune
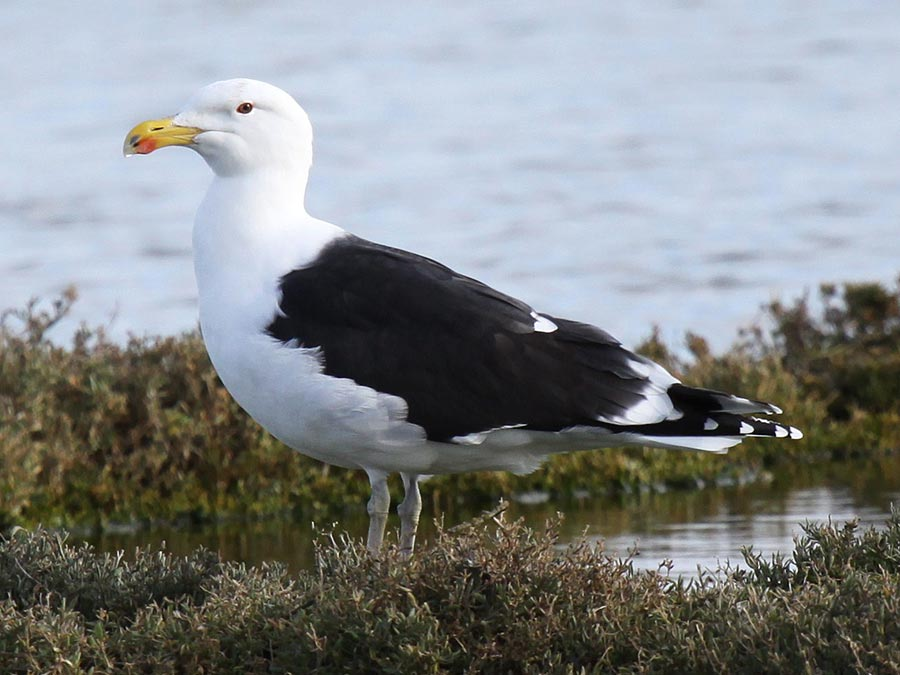
Goéland marin à Ars-en-Ré.
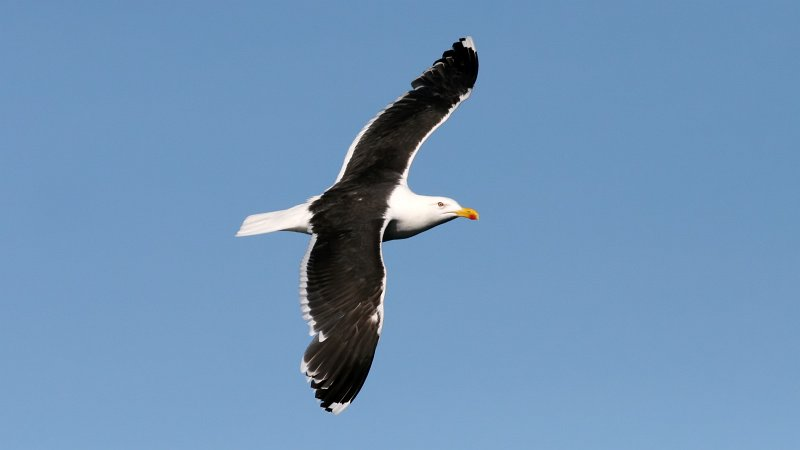
Goéland marin en vol. Comparées à d’autres espèces de goélands, les ailes sont relativement courtes.
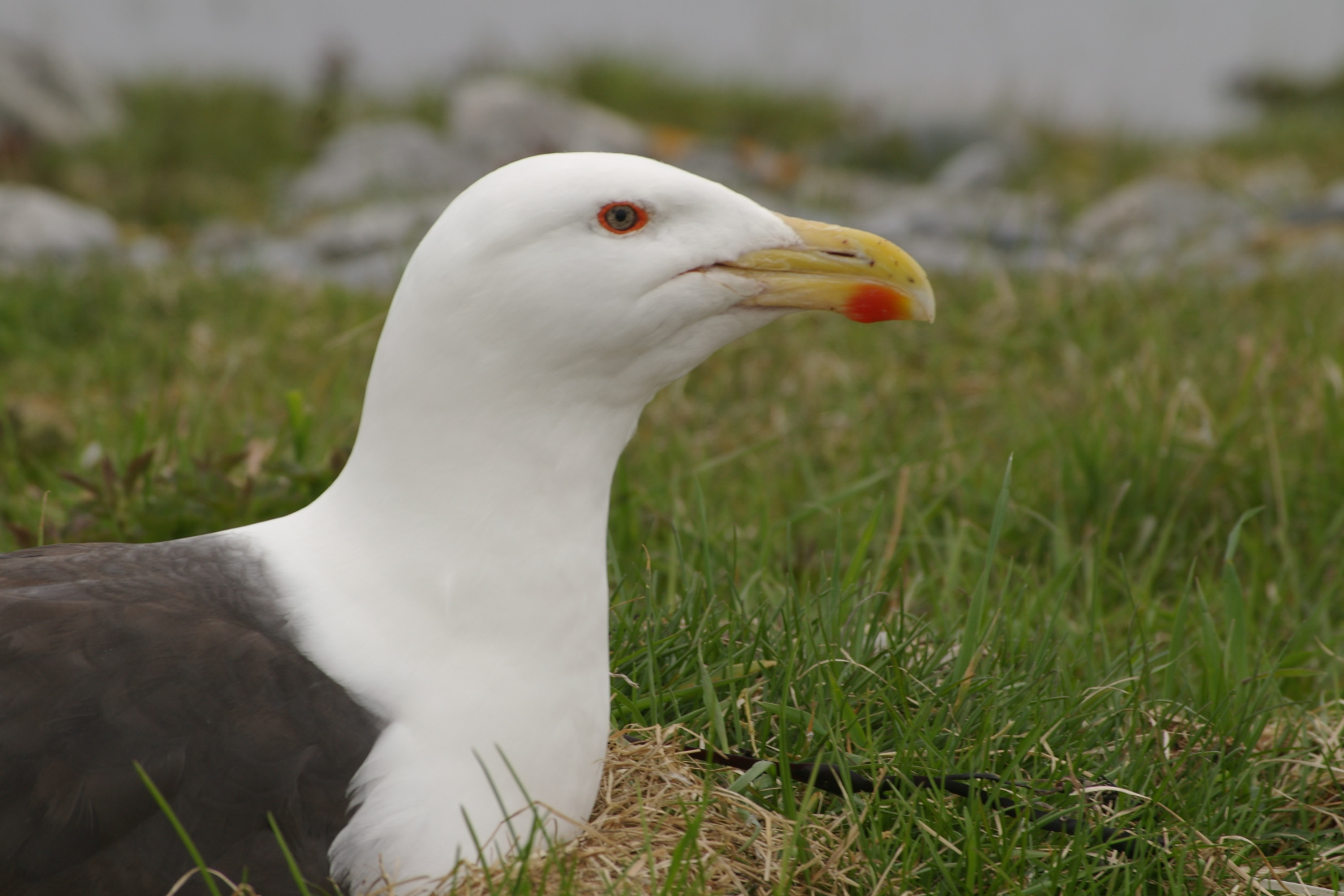
Les mâles en particulier montrent une expression faciale quelque peu « brutale » en raison de la forte zone des joues et de l’œil haut.
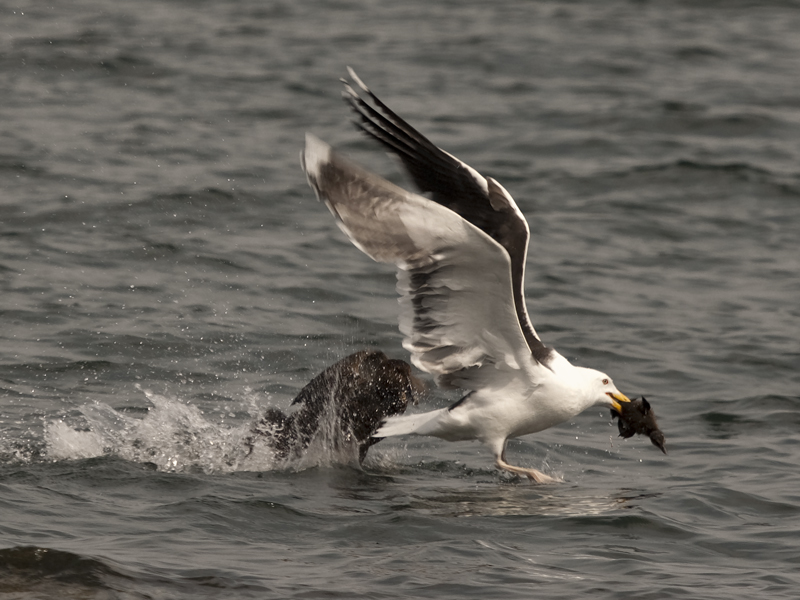
Le Goéland marin attrape un canard eider
- Le Goéland marin adulte vole la carcasse d’un juvénile de la même espèce, puis l’avale entier.

### Identification
- Juvénile : Couleur grise
- Adulte : grande taille, ailes et dos noir et blanc, pattes couleur chair, bec jaune avec un point rouge.
- Subadulte, grande taille, contraste marqué entre le dos et le ventre.

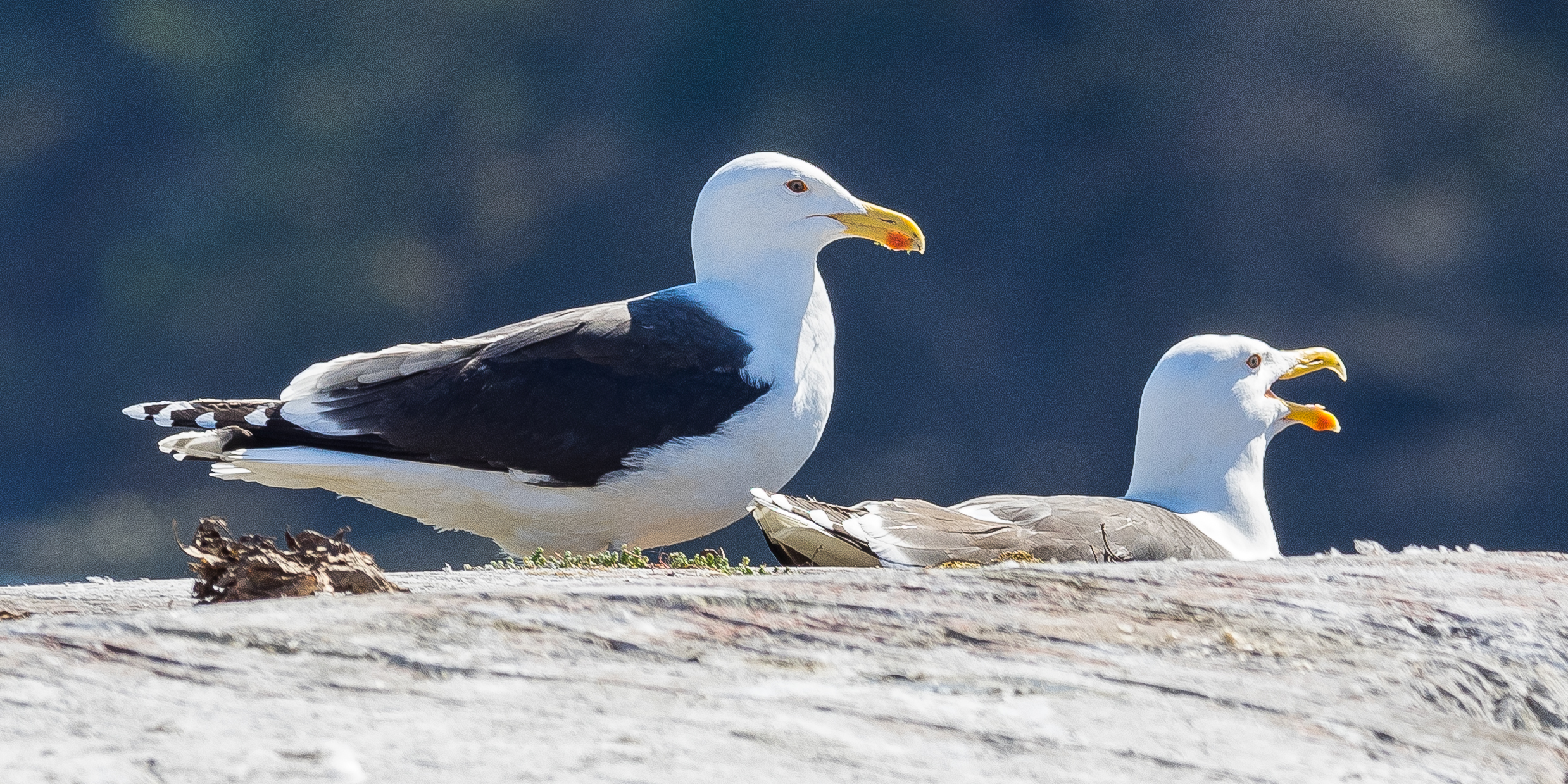
Goélands marins nichants en Suède en 2016
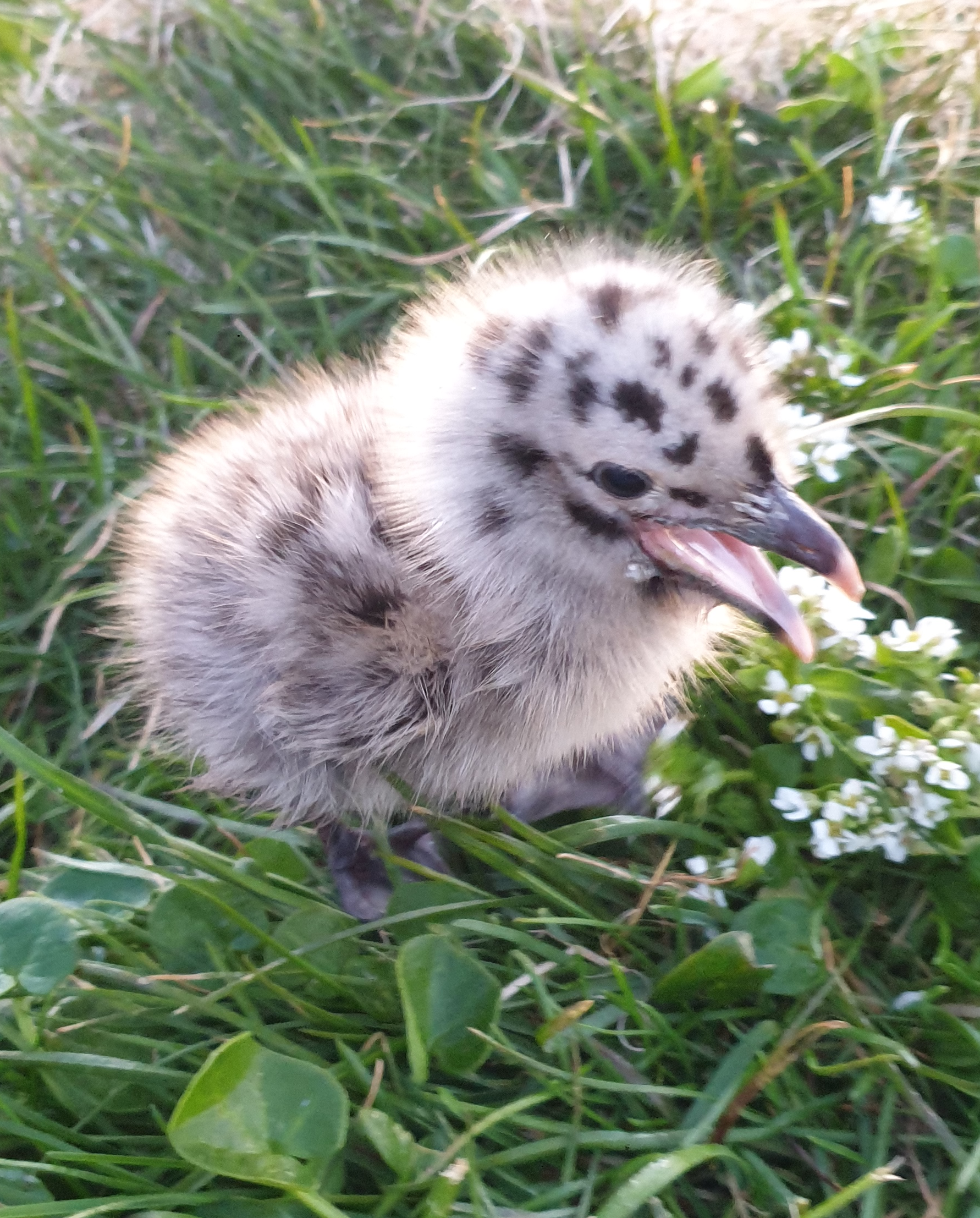
Poussin
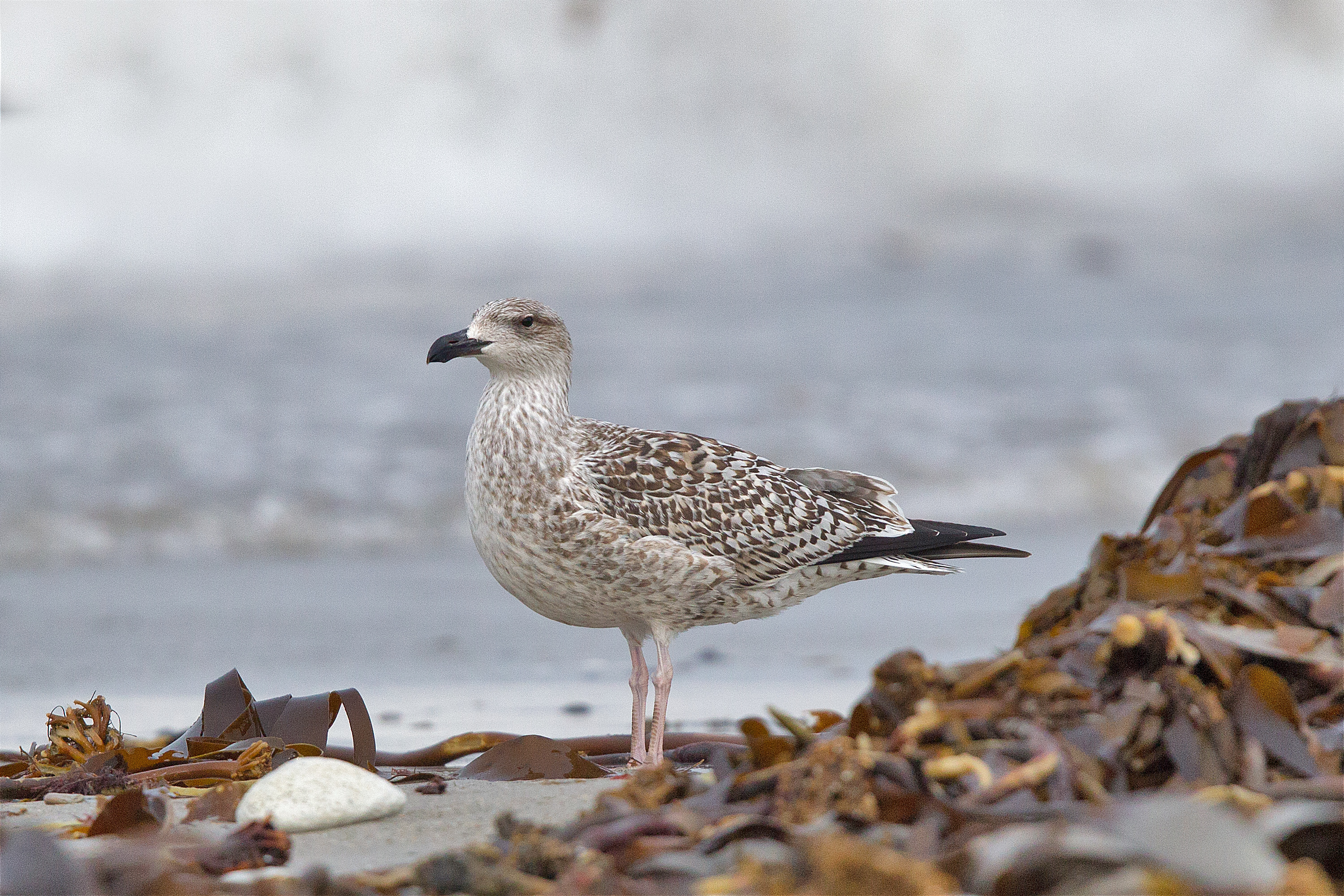
Premier hiver
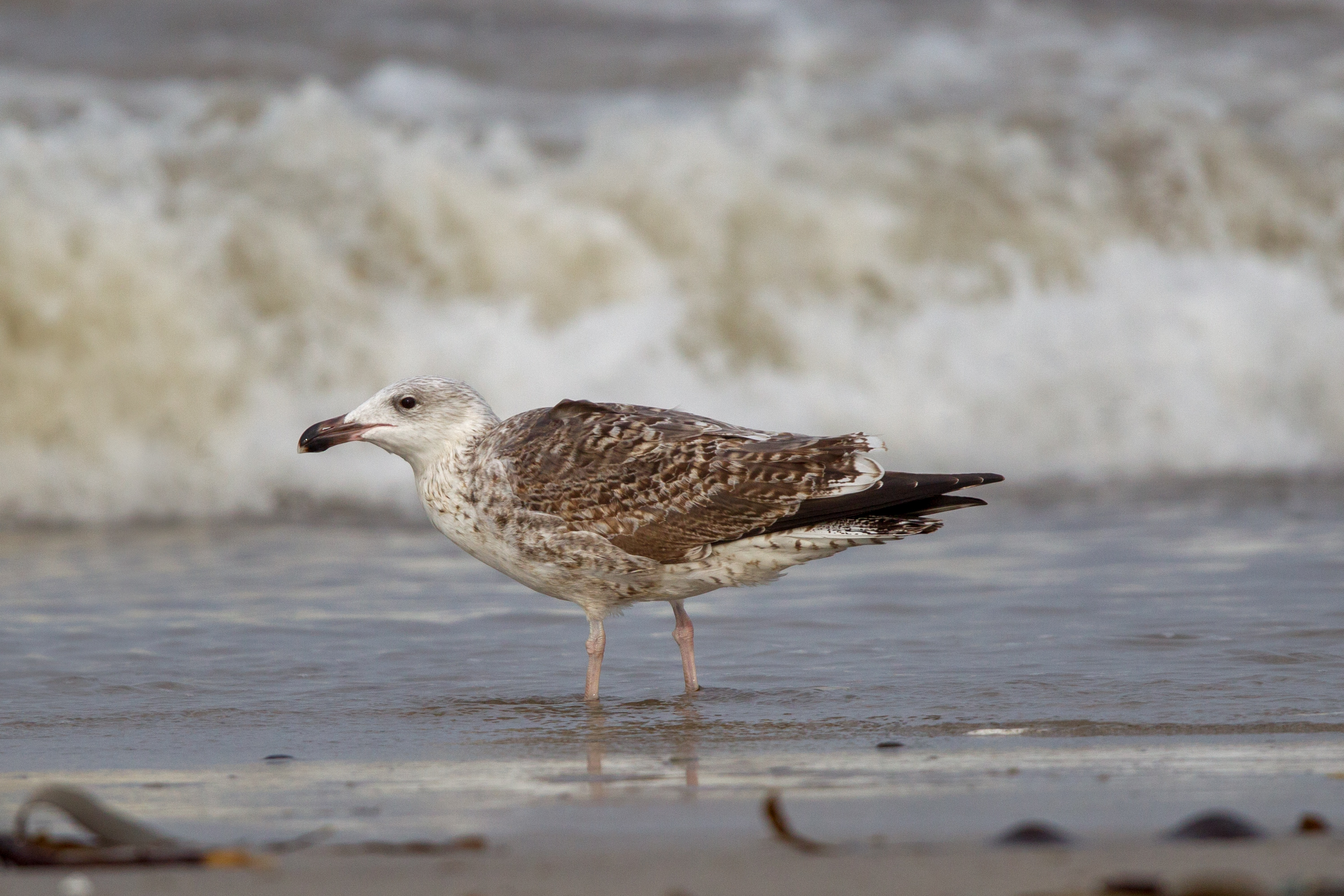
Deuxième hiver
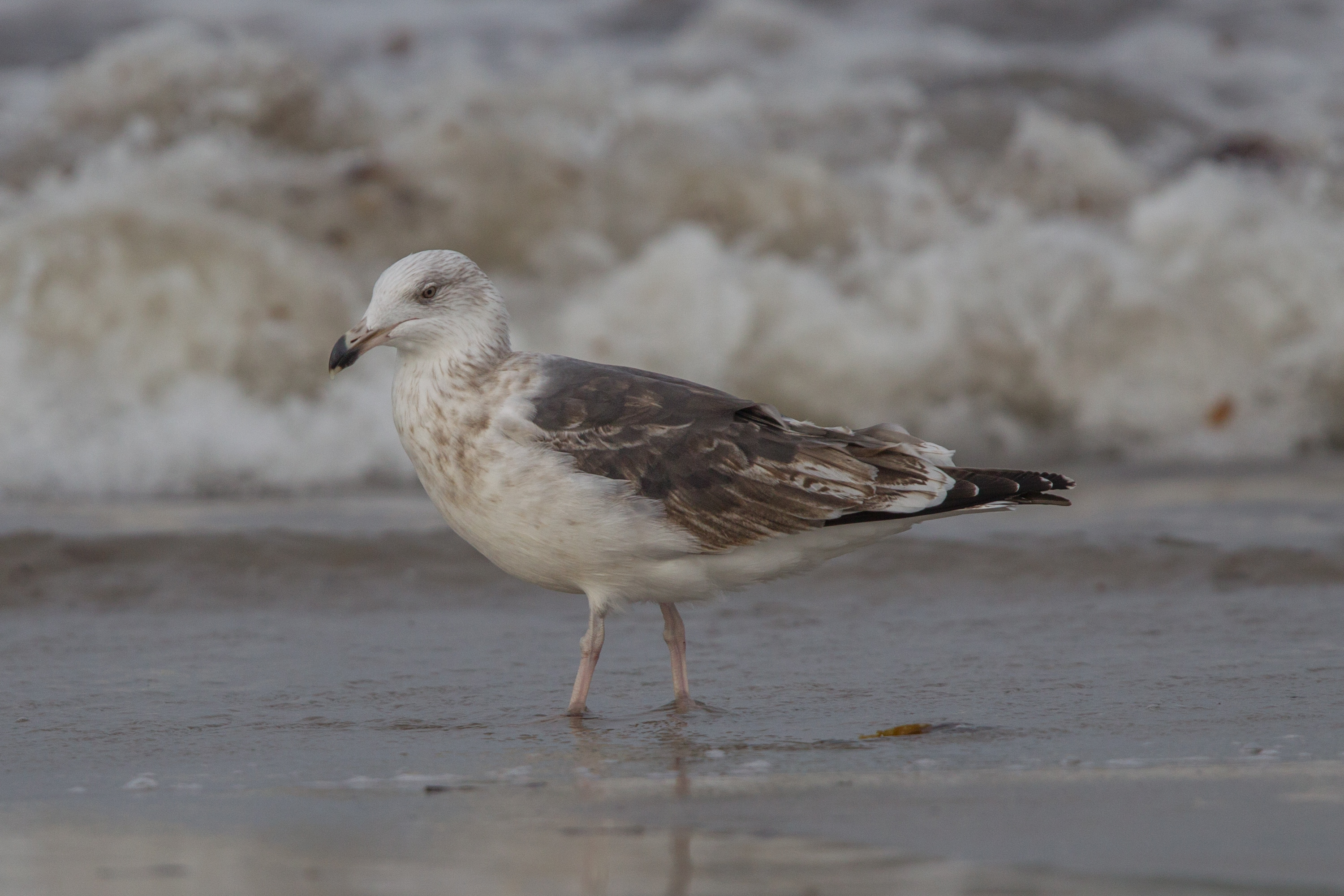
Troisième hiver
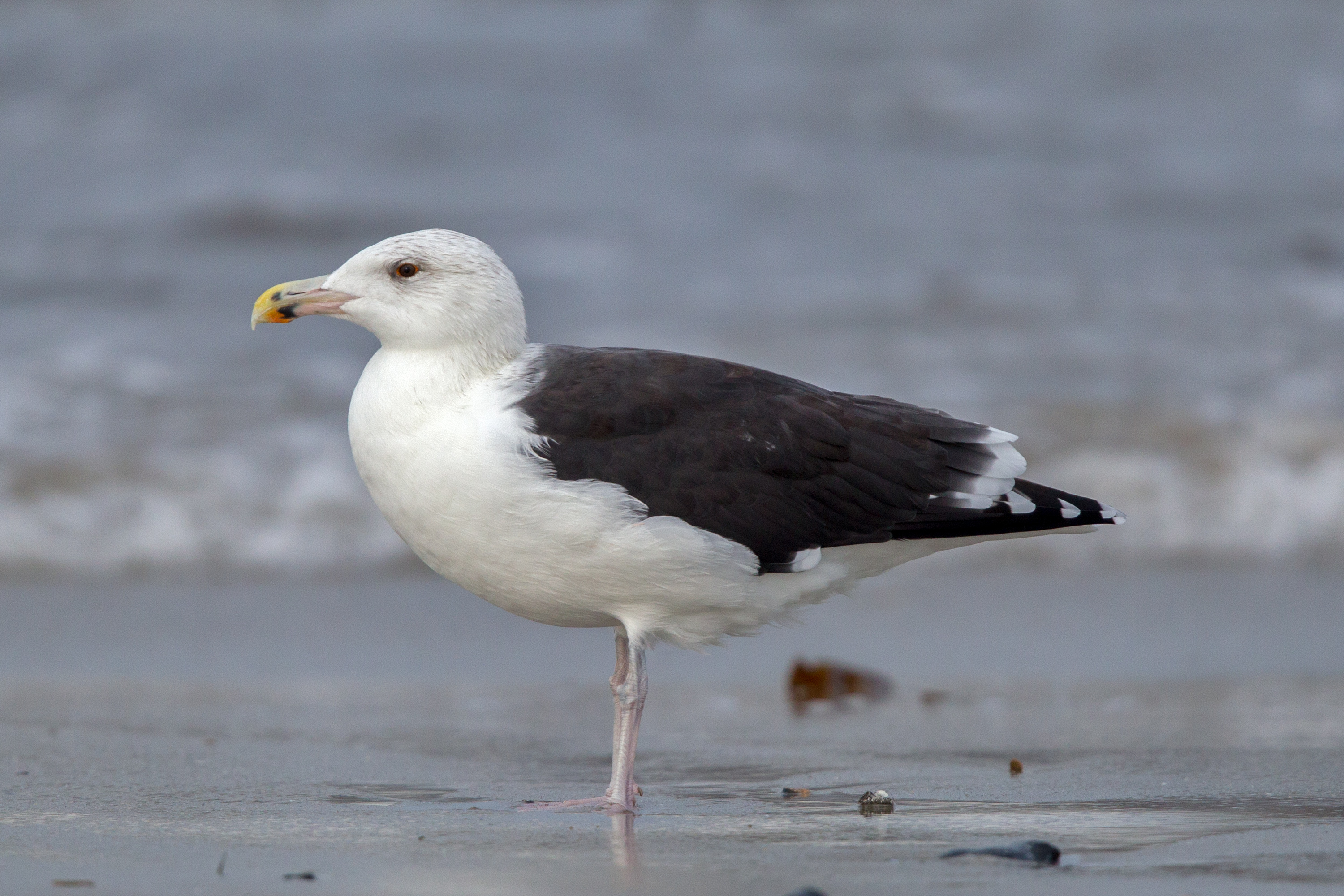
Quatrième hiver

### Adulte
Le goéland marin adulte est assez facilement reconnaissable, car aucun autre très grand goéland présentant une coloration noirâtre sur le dessus des ailes ne se rencontre généralement dans l'Atlantique Nord. Chez les autres goélands à tête blanche de l'Atlantique Nord, le manteau est généralement d'un gris plus clair et, chez certaines espèces, il est d'une couleur légèrement poudreuse ou même rosâtre. Il est gris-noir sur les ailes et le dos, avec des miroirs blancs contrastés bien visibles à l'extrémité des ailes. Les pattes sont rosées, et le bec est jaune ou jaune-rose avec un peu d'orange ou de rouge près de l'extrémité du bas du bec. Le Goéland leucophée adulte (Larus michahellis) est nettement plus petit, pesant généralement deux fois moins que le Goéland marin. Le Goéland leucophée a des pattes jaunâtres et un manteau dont la couleur peut varier du gris ardoise au brunâtre. On trouve dans l'océan Pacifique ou dans les tropiques quelques goélands à dos sombre assez grands et superficiellement similaires, tous généralement très éloignés de l'aire de répartition de cette espèce, comme le Goéland à manteau ardoisé (L. schistisagus), le Goéland d'Audubon (L. occidentalis) et le Goéland dominicain (L. dominicanus).

### Juvénile
Il faut au Goéland marin au moins quatre ans pour atteindre la maturité, le développement de cette espèce étant un peu plus lent que celui des autres grands goélands. Les oiseaux juvéniles de moins d'un an ont des parties supérieures écailleuses et en damier brun noir, la tête et les parties inférieures striées de brun gris, et un motif d'ailes net. La face et la nuque sont plus pâles et les plumes de vol des ailes sont brun noirâtre. La queue du juvénile est blanche avec des barres et des taches en zigzag à la base et une bande noirâtre brisée près de l'extrémité. Le bec du juvénile est brun-noir avec l'extrémité blanche et les pattes gris-bleuâtre foncé avec quelques tons roses. Au fur et à mesure que le jeune goéland vieillit, la coloration gris-brun s'estompe progressivement pour laisser place à un plumage plus contrasté et le bec s'assombrit jusqu'à devenir noir avant de devenir plus pâle. Dès la troisième année, les juvéniles gagnent une apparence plus rayées et un plumage pouvant paraitre plus sales.

## Comportement
Le Goéland marin est un oiseau diurne, au comportement grégaire, qui supporte facilement les autres goélands quand l'alimentation est importante, comme dans les estuaires, les ports ou les décharges publiques par exemple.

### Vol
Paradoxalement, le Goéland marin est plus à l'aise sur terre que dans l'eau où il est capable de courir pour s'accaparer de la nourriture. En vol, ses puissants battements d'ailes lui permettent de se déplacer à une vitesse moyenne de 40 km/h. Il est également adepte du vol plané. Il lui arrive de pratiquer le vol sur place en haut d'une faille rocheuse, face au vent, tout comme le Goéland argenté et le Goéland brun, ce qui lui permet de surveiller son nid ou de rechercher de la nourriture.

### Cri
Le cri du Goéland marin est plus grave que celui des autres grands goélands, un haô-haô ou aouk rauque et sonore caractéristique.

### Alimentation
Le Goéland marin est un prédateur opportuniste omnivore et un charognard. Son régime alimentaire se compose de poissons, oiseaux, petits mammifères, mollusques, insectes, œufs, baies, charognes. Les aliments les plus durs, tels que des mollusques et des œufs, sont lâchés sur des surfaces dures pour les ouvrir.

## Répartition et habitat

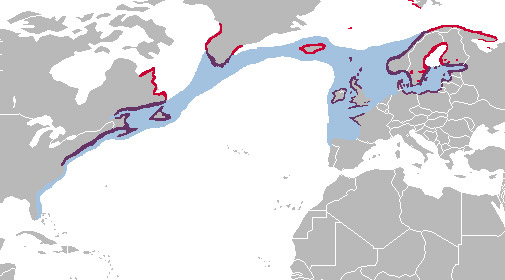
Zone de reproduction
Zone de résidence permanente
Zone d'hivernage

On peut trouver cette espèce se reproduisant dans les zones côtières de l'extrême nord-ouest de la Russie, à travers une grande partie de la Scandinavie côtière, sur les côtes de la mer Baltique, jusqu'aux côtes du nord-ouest de la France, du Royaume-Uni et de l'Irlande. Dans la partie nord de l'Atlantique, cette mouette est répartie en Islande, dans les îles Féroé, dans le sud du Groenland et sur les côtes atlantiques du Canada et des États-Unis. Bien qu'elle ne fût autrefois qu'un visiteur non reproducteur au sud du Canada en Amérique du Nord, l'espèce s'est étendue pour inclure plusieurs colonies dans les États de la Nouvelle-Angleterre et se reproduit maintenant jusqu'en Caroline du Nord. Les individus se reproduisant dans des environnements plus rudes migrent vers le sud, hivernant sur les côtes septentrionales de l'Europe, de la mer Baltique au sud du Portugal, et régulièrement jusqu'aux côtes de la Floride en Amérique du Nord. Pendant l'hiver en mer Baltique, l'oiseau reste généralement près de la limite des glaces. Au nord des îles Åland, la mer gèle souvent de la Suède à la Finlande, et l'oiseau migre alors vers les eaux libres. Exceptionnellement, l'espèce peut aller aussi loin au sud que les Caraïbes et au large des côtes du nord de l'Amérique du Sud.
Le Goéland marin fréquente divers habitats côtiers, notamment les côtes rocheuses et sablonneuses et les estuaires, ainsi que les habitats humides intérieurs, tels que les lacs, les étangs, les rivières, les champs humides et les landes. On les trouve généralement à proximité de grands plans d'eau, mais aussi à l'intérieur des terres. Aujourd'hui, on la trouve fréquemment dans les décharges, aussi bien le long des côtes que relativement loin à l'intérieur des terres. L'espèce fait également un usage intensif des boues de dragage qui, dans l'État du New Jersey, constituent ses sites de nidification les plus fréquents. Elle se reproduit généralement dans des zones exemptes de prédateurs terrestres ou largement inaccessibles à ceux-ci, comme les îles végétalisées, les dunes de sable, les cheminées à sommet plat, les toits de bâtiments et parfois parmi les buissons sur les îles des marais salants. Pendant l'hiver, le Goéland marin se rend souvent loin en mer pour se nourrir.

### En France
Les premières observations rapportées du Goéland marin sur les côtes françaises datent des années 1930. En 1998, environ 4 000 couples de Goéland marin sont recensés en Bretagne et en Normandie, représentant la quasi-totalité des nicheurs français. Cette espèce est bien moins commune que le Goéland argenté et le Goéland brun dont respectivement 45 000 et 21 000 individus ont été recensés en Bretagne en 1998, contre seulement 3 000 goélands marins.

### Migration
Entre juillet et novembre, les mouvements migratoires sont très variés. Les populations les plus nordiques migrent jusqu'en Bretagne ou dans l'estuaire de la Loire, voire jusqu'aux côtes espagnoles. Larus marinus est donc observable sur la façade atlantique durant l'hiver. Les populations des côtes françaises, quant à elles, restent pratiquement sur place, notamment dans les îles du Finistère (Ouessant, Archipel de Molène et Glénan). La migration sud-nord s'effectue en mars avril où les populations regagnent leur zone de nidification originelle. Néanmoins, le Goéland marin est relativement sédentaire, car il passe son existence dans un rayon de 100 km autour de son lieu de naissance.